# ΑプロトンX線分光計

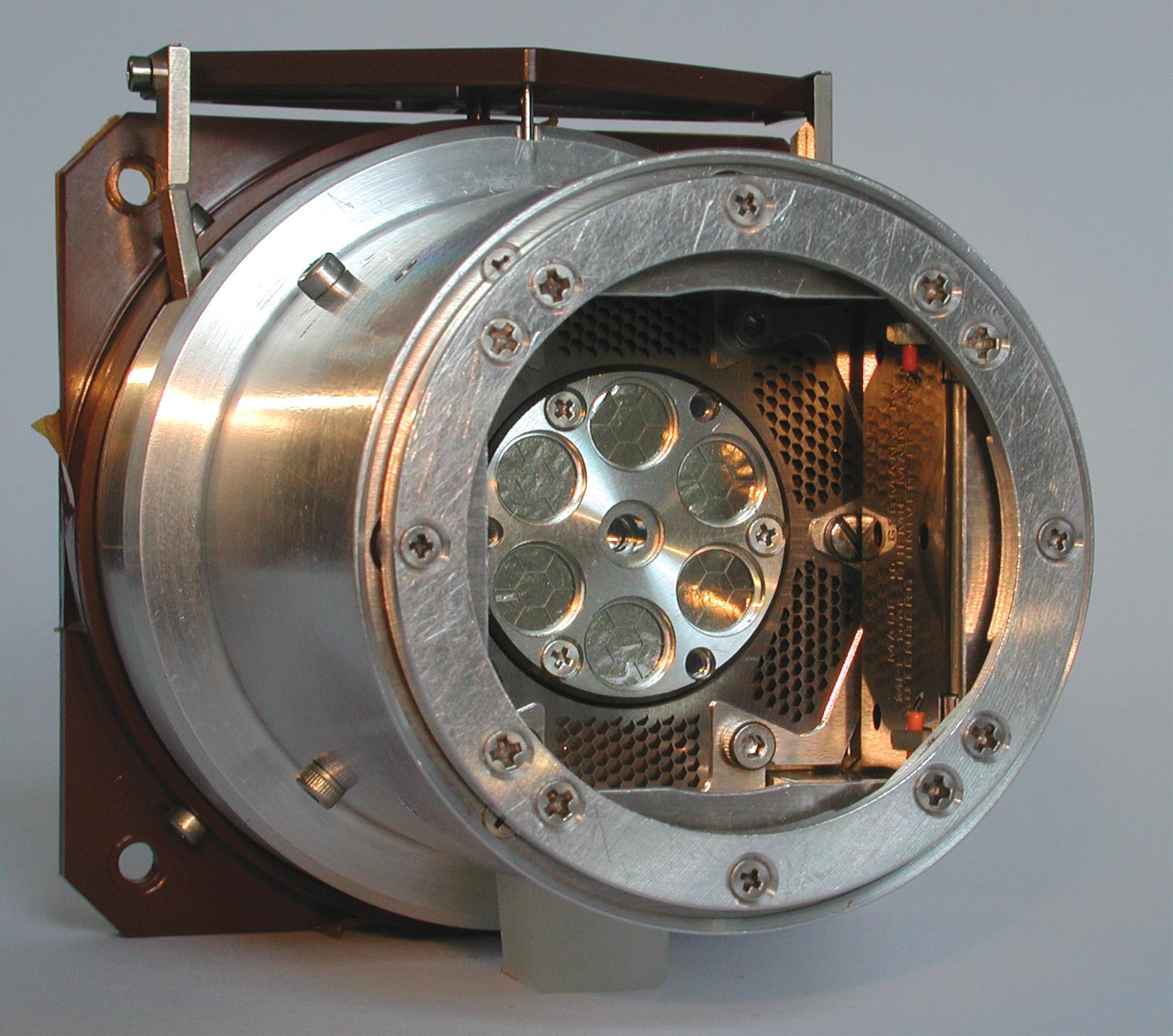
αX線分光計(APXS) (NASA/JPL-カリフォルニア工科大学)

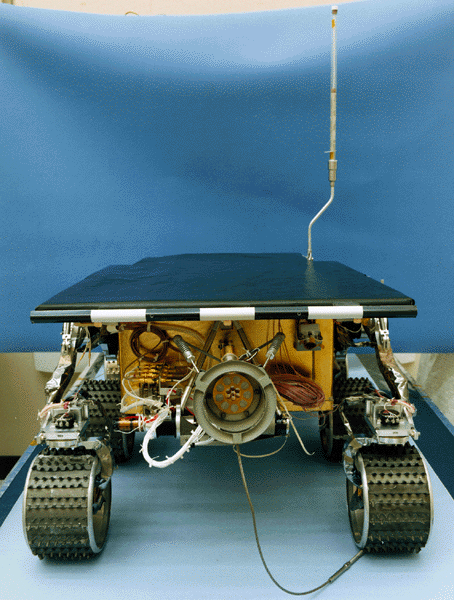
マーズパスファインダーのソジャーナに搭載されたAPXS

αプロトンX線分光計（アルファプロトンエックスせんぶんこうけい、Alpha Proton X-Ray Spectrometer）または α粒子X線分光計 （Alpha Particle X-Ray Spectrometer、APXS）は火星探査機に搭載された、粒子線励起X線分析の一種の化学組成を分析する装置である。放射性同位体から放出されるα粒子からの陽子を試料に照射すると元素が励起され、構成する元素特有の蛍光X線を放射する。その蛍光X線の波長の分布を分光計で分析することで構成元素を調べる事が出来る。
サーベイヤー月面探査機には APS（X線分光器は無かった）や APXS が マーズ・パスファインダー, マルス96, マーズ・エクスプロレーション・ローバー、フォボス
、ロゼッタ/フィラエ、マーズ・サイエンス・ラボラトリーやExoMars等の探査機に搭載され改良されてきた。 

## 線源
キュリウム244が放射するα粒子は5.1 MeVのエネルギーを持ち、プルトニウム240は14から18keVのX線を放射する。マーズ・エクスプロレーション・ローバーに搭載されたアテナのペイロードの線量は30 mCi.だった。